# 安塞尔姆·布鲁萨
安塞尔姆·布鲁萨（法語：Anselme Brusa，1899年8月27日—1969年7月24日），法国男子赛艇运动员。他曾代表法国参加1932年夏季奥林匹克运动会赛艇比赛，获得男子双人单桨有舵手铜牌。